# Шкрабче
Шкрабче (словен. Škrabče) — поселення в общині Блоке, Регіон Нотрансько-крашка, Словенія. Висота над рівнем моря: 761,5 м.